# Eutropha lindneri
Eutropha lindneri är en tvåvingeart som beskrevs av Curtis W. Sabrosky 1972. Eutropha lindneri ingår i släktet Eutropha och familjen fritflugor. Inga underarter finns listade i Catalogue of Life.